# Trixagus trivialis
Trixagus trivialis is een keversoort uit de familie dwergkniptorren (Throscidae). De wetenschappelijke naam van de soort werd in 1890 gepubliceerd door Walther Hermann Richard Horn.